# Nivardo Mena Villanueva
Josué Nivardo Mena Villanueva (Holbox, Quintana Roo; 12 de marzo de 1966) es un político y contador púbcano. Actualmente se desempeña como presidente municipal de Lázaro Cárdenas, Quintana Roo, tras su gobernación de 2018 a 2021. Fue candidato a gobernador de Quintana Roo en las elecciones estatales de 2022.